# Окатово (Новгородская область)
Окатово — деревня в Новгородском районе Новгородской области России. Входит в состав Борковского сельского поселения.

## География
Расположена на правом берегу реки Веронда, в 2 км от автодороги А116 Великий Новгород — Шимск. На противоположном берегу Веронды находится устье Берёзки. Ближайшие деревни: Орлово, Куканово, на противоположном берегу — Фарафоново.

## История
История Окатово тесно связана с историей Фарафоново. После польско-литовских и шведских войн в XVII веке обе деревни превратились в пустоши. В XIX — начале XX веков они принадлежали сначала помещику Головину, а затем Лутовинову. В 1872 году в Окатово насчитывалось 19 дворов. В начале XX века — 30 жилых домов.
После Октябрьской революции крестьяне обоих деревень объединились в небольшие артели.

## Население
| 2010 |
| ---- |
| 13   |